# Todd Williams
Todd Michael Williams, född den 13 februari 1971 i Syracuse i delstaten New York, är en amerikansk före detta professionell basebollspelare som spelade åtta säsonger i Major League Baseball (MLB) 1995, 1998–1999, 2001 och 2004–2007. Williams var högerhänt pitcher.
Williams spelade för Los Angeles Dodgers (1995), Cincinnati Reds (1998), Seattle Mariners (1999), New York Yankees (2001) och Baltimore Orioles (2004–2007). Totalt spelade han 227 matcher och var 12–14 (tolv vinster och 14 förluster) med en earned run average (ERA) på 4,33 och 116 strikeouts. Han spelade 2008 i den av MLB oberoende proffsligan Atlantic League.
Williams tog guld för USA vid olympiska sommarspelen 2000 i Sydney.
Williams var en av många spelare som pekades ut som användare av dopningsmedel i Mitchellrapporten 2007.